# Эррасурис Осса, Франсиско Хавьер
Франсиско Хавьер Эррасурис Осса (исп. Francisco Javier Errázuriz Ossa; род. 5 сентября 1933, Сантьяго, Чили) — чилийский куриальный кардинал. Титулярный архиепископ Олара и секретарь Конгрегации по делам институтов посвящённой жизни и обществ апостольской жизни с 22 декабря 1990 по 24 сентября 1996. Архиепископ-епископ Вальпараисо с 24 сентября 1996 по 24 апреля 1998. Архиепископ Сантьяго и примас Чили с 24 апреля 1998 по 15 декабря 2010. Кардинал-священник с титулом церкви Санта-Мария-делла-Паче с 21 февраля 2001.
Окончил Католический университет Чили.

## Конклав 2013 года
Участник Конклава 2013 года.
13 апреля 2013 года кардинал Эррасурис Осса был назначен в группу кардиналов учреждённую Папой Франциском, ровно через месяц после своего избрания, которая будет консультировать его и изучит план пересмотра Апостольской конституция о Римской курии, «Pastor Bonus». Другими кардиналами, которые стали членами этой группы были: Джузеппе Бертелло — губернатор Ватикана; Джордж Пелл — архиепископ Сиднея; Освальд Грасиас — архиепископ Бомбея; Рейнхард Маркс — архиепископ Мюнхена и Фрайзинга; Лоран Монсенгво Пасиня — архиепископ Киншасы; Шон Патрик О’Мелли — архиепископ Бостона и Оскар Андрес Родригес Марадьяга — архиепископ Тегусигальпы;. Епископ Марчелло Семераро, будет выступать в качестве секретаря этой группы. Первое заседание группы запланировано на 1-3 октября 2013 года. Его Святейшество, однако, в настоящее время находится в контакте с вышеупомянутыми кардиналами.